# Alyssum
Pour les articles homonymes, voir Alysse.
Genre
Classification phylogénétique
Alyssum est un genre qui regroupe environ 100 à 170 espèces de plantes à fleurs de la famille des Brassicacées, originaires d'Europe, d'Asie, et d'Afrique du Nord, avec la plus large diversité d'espèces en région méditerranéenne. Ces plantes sont connues sous les noms d'alysse (au féminin) ou d'alysson (au masculin).
Le genre comprend des plantes annuelles et des vivaces, ou plus rarement de petits arbrisseaux, hauts de 10 centimètres à un mètre, avec des feuilles ovales et des fleurs jaunes ou blanches, voire rose à pourpre pour quelques rares espèces.
Les genres Lobularia et Aurinia, reliés au genre Alyssum, lui sont définitivement rattachés. L'Alysson maritime (Lobularia maritima) est l'un des cultivars les plus répandus. La plante de rocaille la plus commune est la corbeille d'or (Aurinia saxatilis).

## Étymologie
Le mot alyssum vient du mot grec ancien ἄλυσσον, qui dérive de l'adjectif ἄλυσσος [ἀ-, λύσσα] qui signifie salutaire contre la rage.

## Différentes espèces

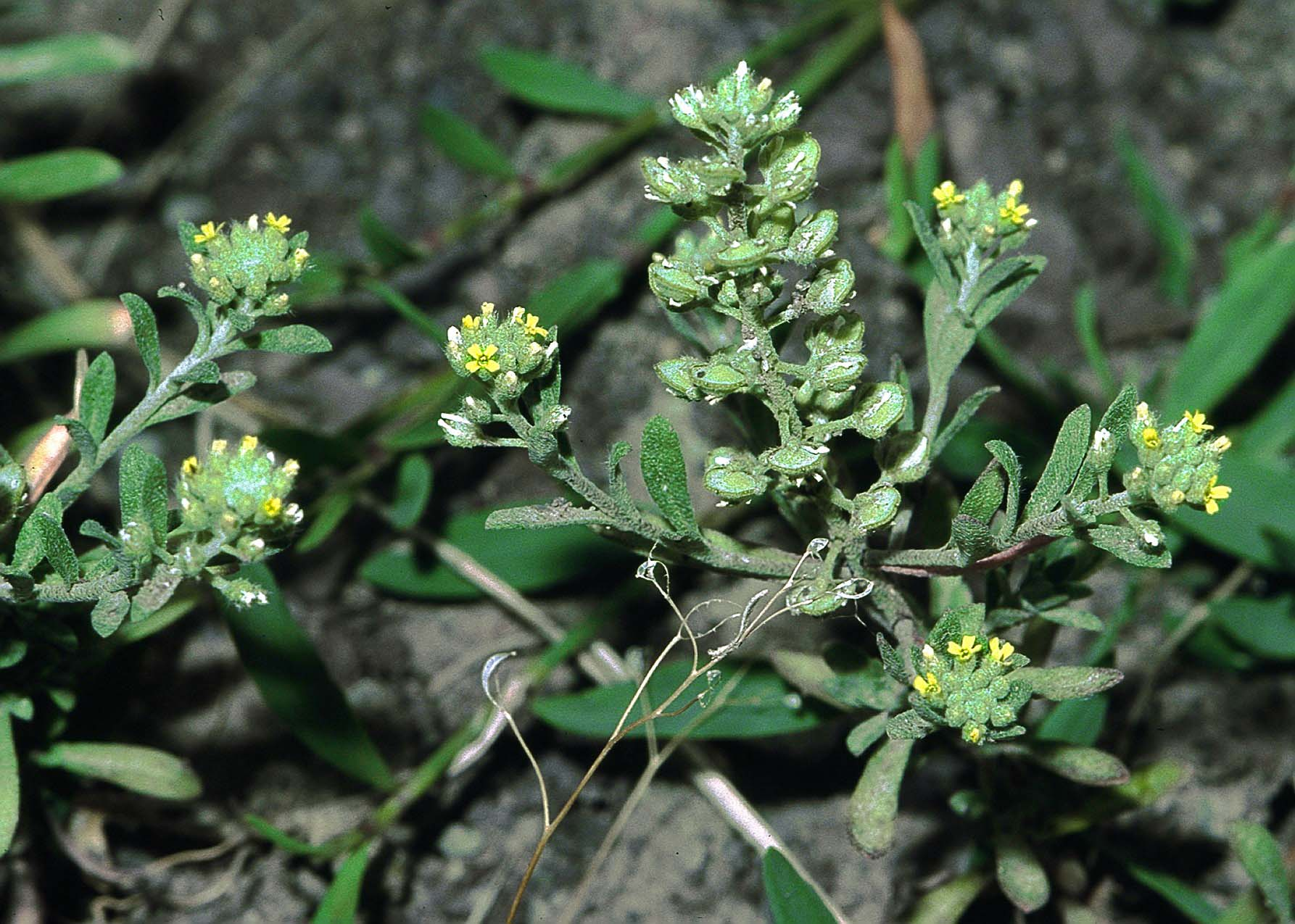
Alyssum alyssoides.
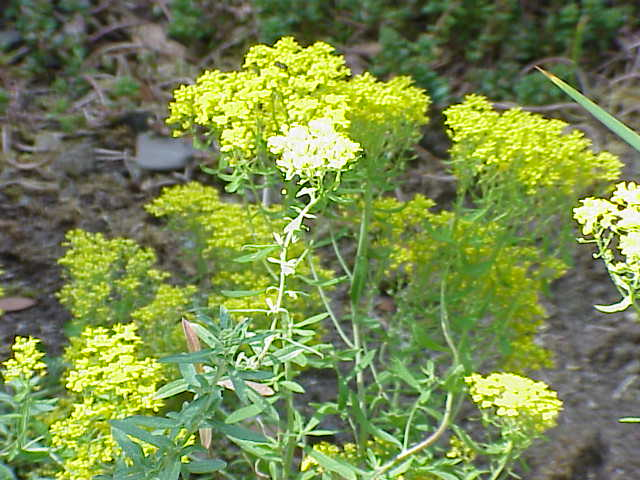
Alyssum murale.
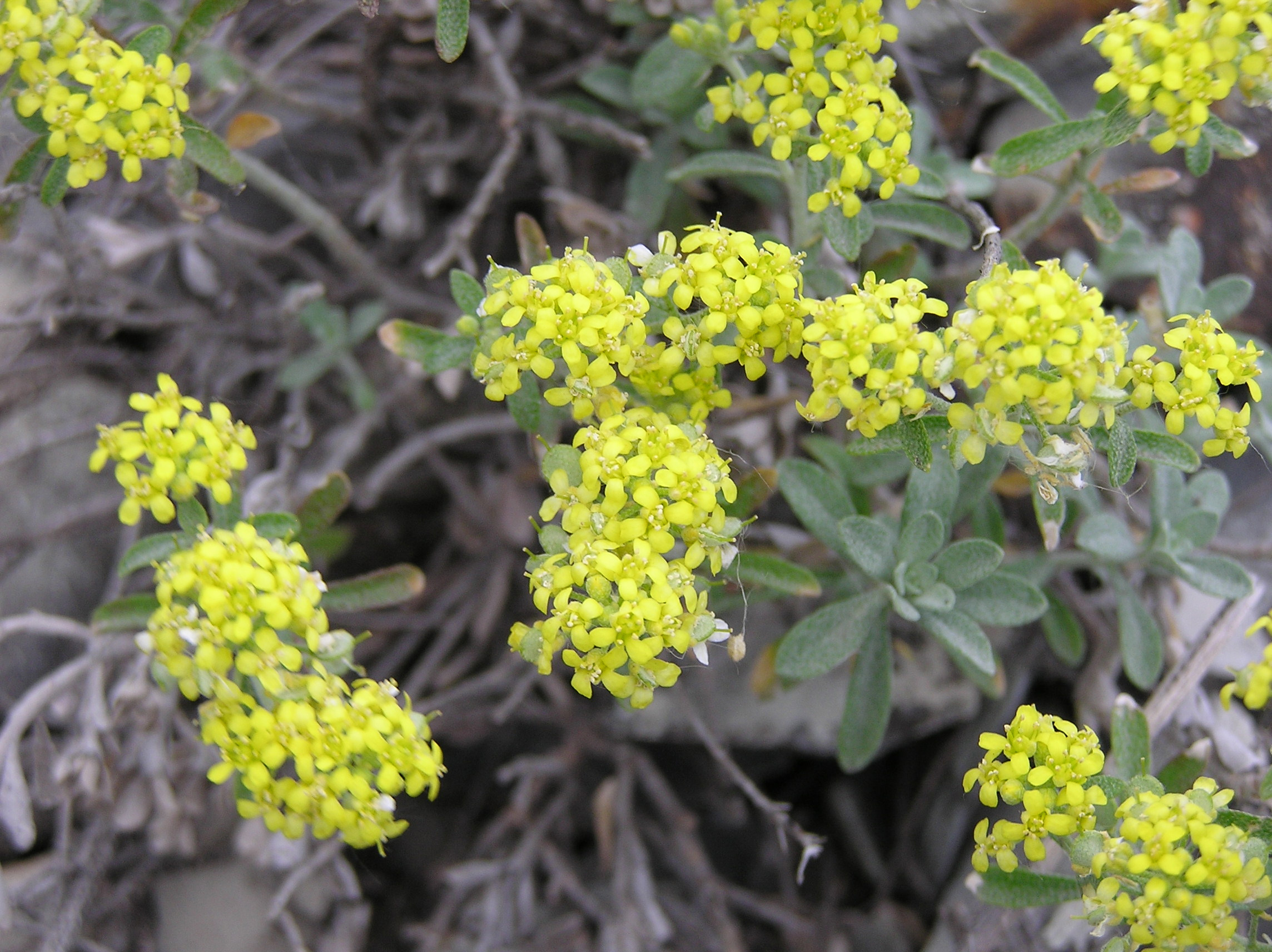
Inflorescences d'Alyssum tortuosum.
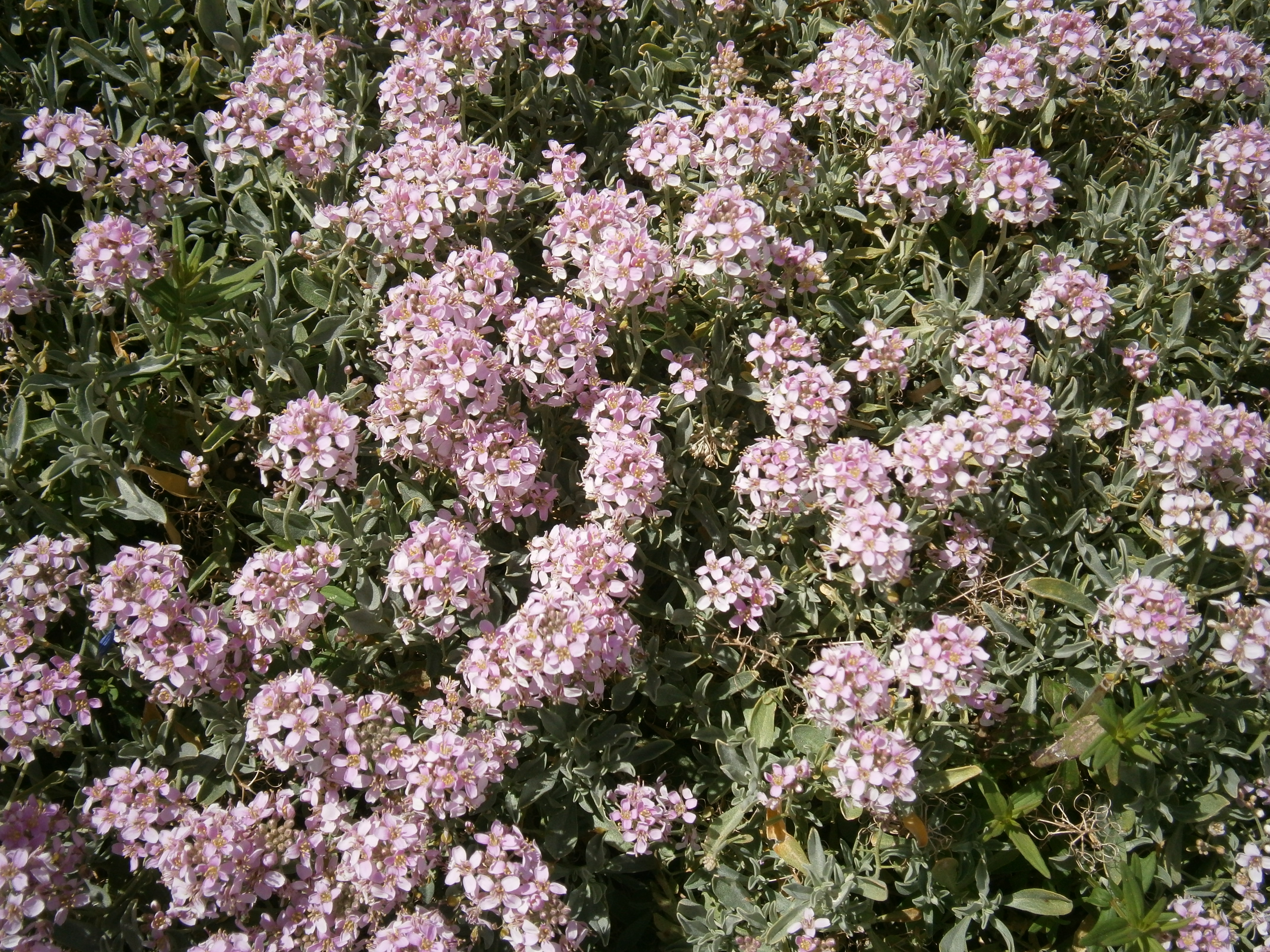
Alyssum spinosum L. (Hormathophylla spinosa (L.)).

## Plante utilitaire
Des alyssons sont utilisés pour la dépollution des sols : ils ont en effet pour propriété d'accumuler des métaux lourds, dont le nickel.